# Sul tasto
Sul tasto, sulla tastiera – technika artykulacyjna podczas gry na instrumentach smyczkowych, polegająca na wydobyciu dźwięku przez pocieranie struny za pomocą smyczka nad gryfem lub w jego pobliżu. Powoduje to powstanie bardziej miękkiego dźwięku podobnego do brzmienia fletu; z tego względu używa się gry sul tasto do osiągnięcia efektu flautando. Brzmienie uzyskane techniką sul tasto zawiera mniejszą liczbę parzystych tonów składowych.
Jest to także oznaczenie wykonawcze, umieszczane w notacji muzycznej, nakazujące grę w ten właśnie sposób. Oznaczenie sul tasto jest kasowane przez ordinario.